# باشگاه فوتبال چونبوری

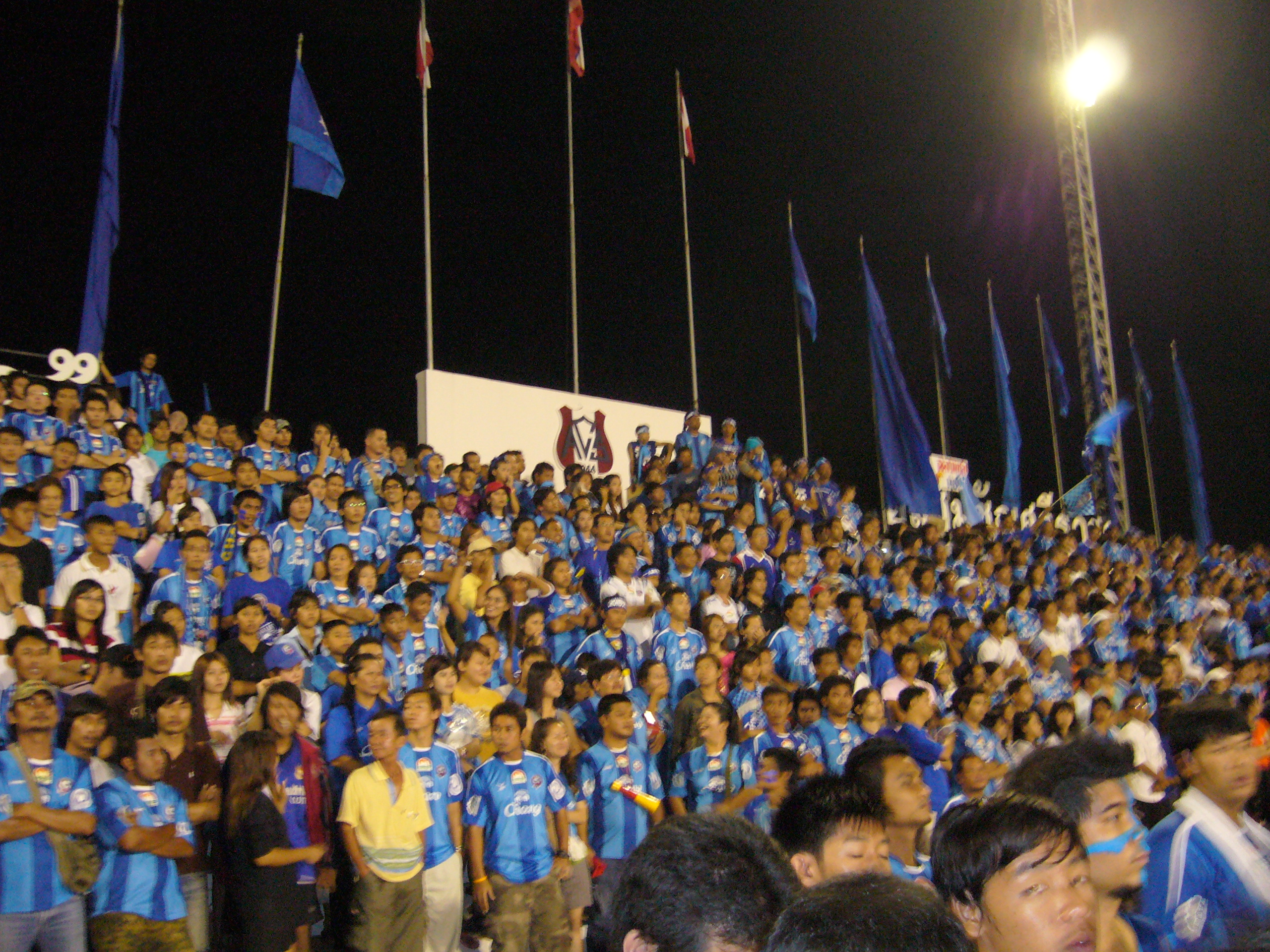
هواداران تیم فوتبال چونبوری – ۲۰۰۸ میلادی

باشگاه فوتبال چونبوری (به تایلندی: สโมสรฟุตบอลชลบุรี) یک باشگاه فوتبال واقع در چونبوری در کشور تایلند می‌باشد که در لیگ برتر فوتبال تایلند بازی می‌کند.
این باشگاه در اصل در سال ۱۹۹۷ میلادی پایه‌گذاری شده‌است. چونبوری یک بار به مقام قهرمانی و سه بار به مقام نایب قهرمانی لیگ برتر تایلند دست یافته‌است.

## باشگاه‌های وابسته
- ویسل کوبه
- اورتون